# Austrolimnophila (Austrolimnophila) sternolobata
Austrolimnophila (Austrolimnophila) sternolobata is een tweevleugelige uit de familie steltmuggen (Limoniidae). De soort komt voor in het Neotropisch gebied.